# 青年水库 (韶山)
青年水库是中华人民共和国湖南省湘潭市韶山市清溪镇的一座水库。

## 词源学
青年水库的建造者主力是韶山市热血青年，因而取名“青年水库”。

## 概况
青年水库水域面积750多亩（0.5平方千米），集雨面积17.8平方公里，坝高20.5米，有效库容430万立方米，总库容600余万立方米，其主要功能是：农业灌溉、城市生态补水、防洪排涝、景观用水等。

## 历史
1958年10月28日，青年水库在井湾里和马颈坳之间拦河筑坝开工建设，几年之后完工。
2009年，青年水库入选第九批国家级水利风景区。